# Synplasta sintenisi
Synplasta sintenisi är en tvåvingeart som först beskrevs av Paul Lackschewitz 1937.  Synplasta sintenisi ingår i släktet Synplasta, och familjen svampmyggor. Arten är reproducerande i Sverige.